# Seboomook Lake
Seboomook Lake ist ein Unorganized Territory im Somerset County, Maine, USA. Bei der Volkszählung 2020 betrug die Einwohnerzahl 23.

## Geografie
Nach Angaben des United States Census Bureau hat das unorganisierte Territorium eine Gesamtfläche von 3715,8 Quadratkilometern. 3628,4 Quadratkilometer davon sind Land und 87,4 Quadratkilometer davon (2,35 %) sind Wasser.

### Seboomook Lake
Der Seboomook Lake ist ein Stausee am West Branch Penobscot River. Der Stausee erstreckt sich stromaufwärts vom Seboomook Dam in Seboomook Township durch Plymouth Township bis zum Zusammenfluss des North Branch und South Branch Penobscot River in Pittston Academy Grant.

## Gliederung
Das Gebiet besteht aus 40 Townships plus Teilen von drei anderen Townships (gemeinsam mit Northeast Somerset).
- Tomhegan
- Brassua
- Thorndike
- Sandy Bay
- Bald Mountain (T4R3)
- Alder Brook
- Soldiertown
- West Middlesex Canal Grant
- Big W
- Little W
- Seboomook
- Plymouth
- Pittston Academy Grant
- Hammond
- Prentiss
- Blake Gore
- T4R5 NBKP
- Dole Brook
- Comstock
- T4R17 WELS
- Elm Stream
- Russell Pond
- T5R17 WELS
- T5R18 WELS
- T5R19 WELS
- T5R20 WELS
- Big Six
- T6R18 WELS
- T6R17 WELS
- Saint John
- T7R16 WELS
- T7R17 WELS
- T7R18 WELS
- T7R19 WELS
- T8R16 WELS
- T8R17 WELS
- T8R18 WELS
- T8R19 WELS
- T9R16 WELS
- T9R17 WELS
- T9R18 WELS
- Big Ten
- T10R16 WELS

## Demografie
Bei der Volkszählung von 2000 lebten in dem nicht organisierten Gebiet 45 Personen in 22 Haushalten, darunter 11 Familien.

### Bevölkerungsentwicklung
| Bevölkerungsentwicklung | Bevölkerungsentwicklung | Bevölkerungsentwicklung |
| Jahr                    | Einwohner               | %±                      |
| ----------------------- | ----------------------- | ----------------------- |
| 1920                    | 24                      | —                       |
| 1940                    | 16                      | —                       |
| 1950                    | 18                      | 12,5 %                  |
| 1980                    | 37                      | —                       |
| 1990                    | 19                      | −48,6 %                 |
| 2000                    | 45                      | 136,8 %                 |
| 2010                    | 48                      | 6,7 %                   |
| 2020                    | 23                      | −52,1 %                 |